# B in the Mix: The Remixes
《B in the Mix: The Remixes》는 브리트니 스피어스의 첫 리믹스 앨범이다. 미국에서는 2005년 11월 22일 발매되었다. 케빈 페더라인 (Kevin Federline) 과의 결혼 및 출산 문제로 인해 공백기를 갖고 있던 중 그녀의 음반사인 자이브 레코드의 주도하에 제작된 이 음반은 유명 프로듀서와 DJ 들이 대거 참여해 기존의 히트곡들, 특히 2003년작 《In the Zone》에 수록되었던 곡들을 새롭게 편곡된 버전으로 만나볼 수 있다. 리믹스 음반이라는 편견과 홍보가 전무했음은 물론 미국 내 발매 직후 카피 컨트롤 (복제 방지 기술) 관련 오류로 인해 음반 전량을 리콜하는 사태가 벌어져 상업적으로는 큰 성공을 거두지 못하였다. 기존에 공개되지 않았던 신곡 〈And Then We Kiss〉가 리믹스 버전으로 수록되어 있다.

## 곡 목록
1. Toxic (Peter Rauhofer Reconstruction Mix Edit)
2. Me Against the Music featuring Madonna (Justice Remix)
3. Touch of My Hand (Bill Hamel Remix)
4. Breathe on Me (Jacques Lu Cont's Thin White Duke Mix)
5. I'm a Slave 4 U (Dave Aude Slave Driver Mix)
6. And Then We Kiss (Junkie XL Remix)
7. Everytime (Valentin Remix)
8. Early Mornin' (Jason Nevins Remix)
9. Someday (I Will Understand) (Hi-Bias Signature Radio Remix)
10. ...Baby One More Time (Davidson Ospina 2005 Remix)
11. Don't Let Me Be the Last to Know (Hex Hector Club Mix Edit)

## 같이 보기
- 브리트니 스피어스의 음반 목록